# Echthroplexiella dunensis
Echthroplexiella dunensis är en stekelart som först beskrevs av Walter M. Six 1876.  Echthroplexiella dunensis ingår i släktet Echthroplexiella och familjen sköldlussteklar. Inga underarter finns listade i Catalogue of Life.